# Jodensavanne

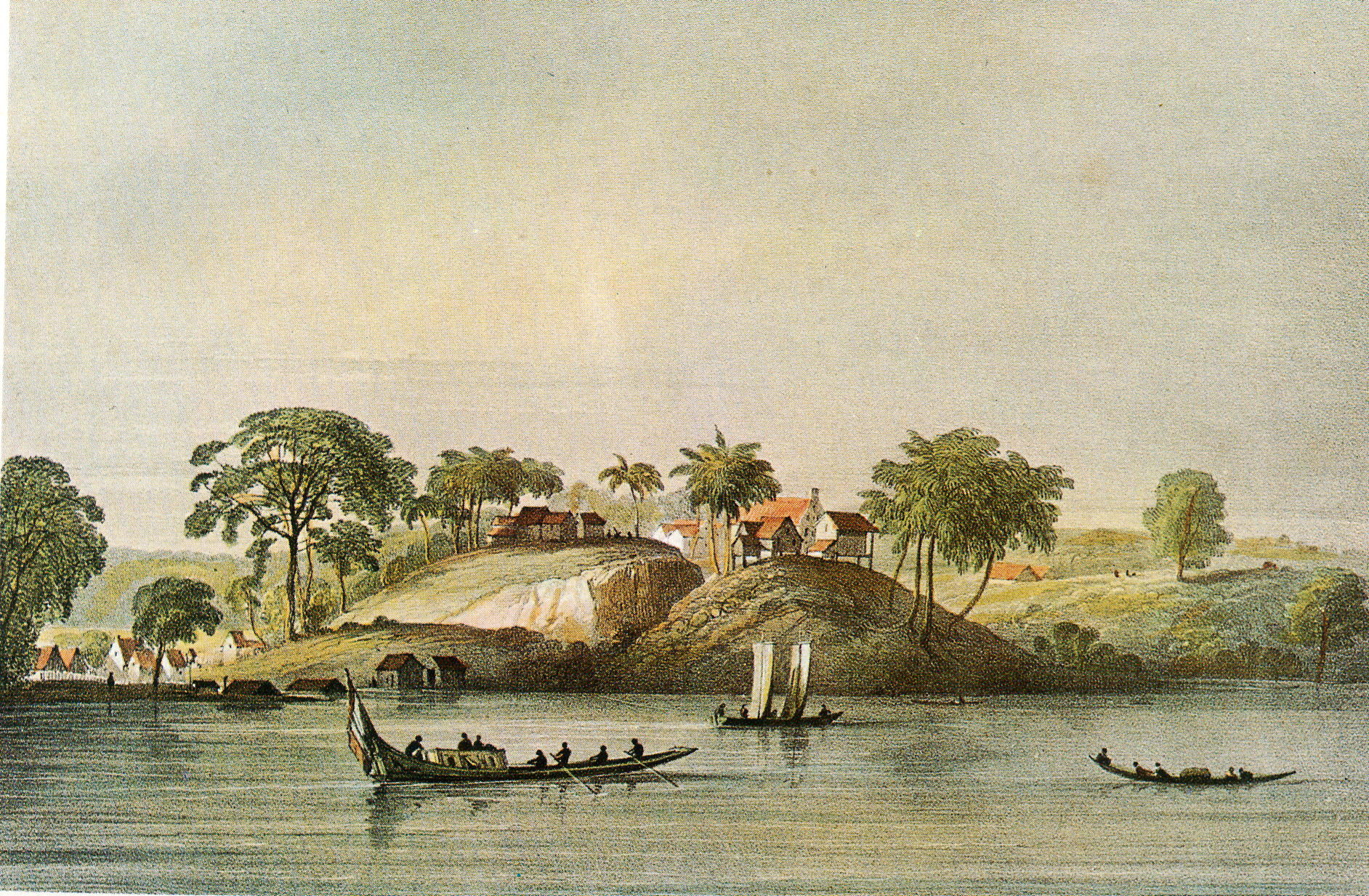
Jodensavanne rond 1830

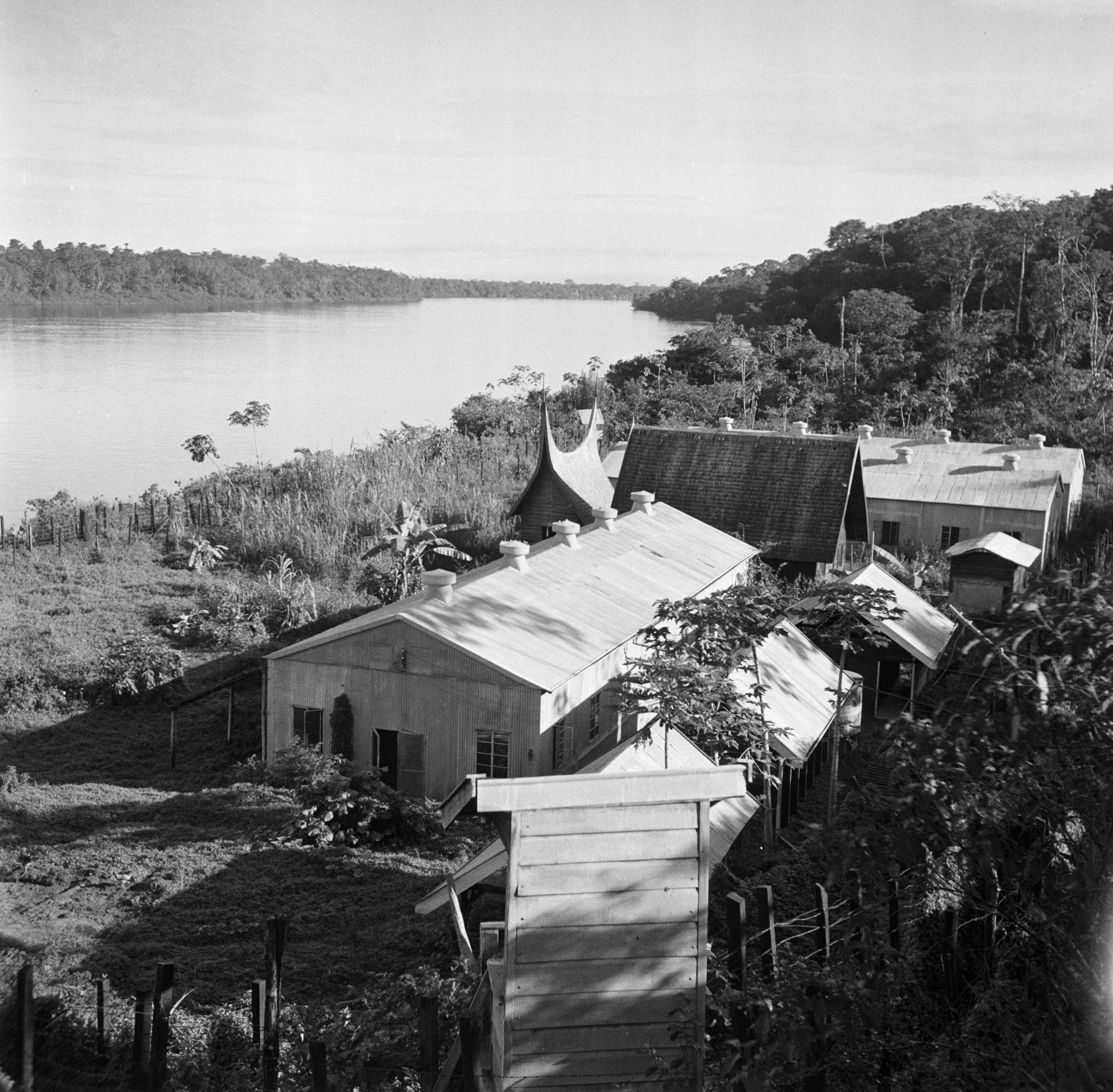
Het voormalige Kamp Jodensavanne aan de Surinamerivier in Suriname in 1947

Jodensavanne is een voormalige woonplaats van Sefardische Joden en hun slaven in Suriname, ongeveer 50 kilometer ten zuiden van Paramaribo. De plaats ligt in het district Para bij de Cassiporakreek, een zijrivier van de Surinamerivier. Jodensavanne was van 1685 tot 1832 het centrum van de plantages van Joodse eigenaren in Suriname. Het wordt sinds 1832 niet meer permanent bewoond. Sinds 2023 is de site toegevoegd aan de Unesco-Werelderfgoedlijst. 

## Geschiedenis

### Vestiging in Suriname
Rond 1640 vestigden zich aan de Cassipora-kreek de eerste Joden. Zij waren voor vervolging door de Inquisitie uit Spanje gevlucht en begonnen met de aanleg van suikerrietplantages waarop zij ook slaven hielden. Rond 1650 kwam een tweede groep Joden, dit keer uit Engeland. Een derde groep, onder leiding van David Cohen Nassy, kwam uit Mauritsstad (Brazilië) naar Suriname. Ze waren aanvankelijk vanuit Spanje naar Nederlands Brazilië gevlucht en hadden daar samen met de Nederlanders plantages gesticht op uitnodiging van gouverneur Johan Maurits. Toen het Nederlandse gebied in Brazilië in 1654 door de Portugezen werd veroverd, ontvluchtte een groot deel van de joden het gebied. Sommigen vestigden zich in Cayenne (het huidige Frans-Guyana) en Guadeloupe en anderen in Suriname. Mogelijk woonden zij aanvankelijk nabij Torarica. Toen de Fransen in 1664 Cayenne op de Nederlanders veroverden, vestigden ook vele joden uit dat gebied zich in Suriname.
Om meer planters aan te trekken kreeg de Joodse gemeenschap in Suriname op 17 augustus 1665 vrijheid van godsdienst, mogelijk ook het recht een synagoge en een school te stichten. Toen Abraham Crijnssen in 1667 Suriname veroverde op de Engelsen, liet hij de rechten van de joden ongemoeid. Na de Vrede van Breda in 1667 waarbij Suriname definitief Nederlands gebied werd, kregen de Joden in Suriname in 1669 officieel toestemming voor het stichten van een eigen gemeenschap met een synagoge en een Joodse begraafplaats.

### Eigen landbouwkolonie
De nieuwe landbouwkolonie, enkele kilometers van Cassipora, kreeg later de naam Jodensavanne. In 1685 werd hier een stenen synagoge gebouwd die de naam Berachah Ve Shalom ('Zegen en vrede') kreeg. De bouw werd mogelijk gemaakt door de schenking van geld en grond door Samuel Nassy. In 1691 verleende Jan van Scharphuysen aan de Jodensavanne de wettelijke status van nederzetting. In 1694 telde de Jodensavanne ongeveer 9.570 zielen, waarvan 9.000 slaven. Er waren toen meer dan veertig plantages.
Jan van Scharphuysen draaide wel een beslissing van zijn voorganger Cornelis van Aerssen terug. Deze had de planters namelijk toestemming verleend op zaterdag hun slaven vrijaf te geven en in plaats daarvan op zondag te laten werken.
In de achttiende eeuw was Jodensavanne op zijn grootst: in 1737 waren er rondom de nederzetting 115 plantages van Joodse eigenaren, waar koffie, suikerriet, katoen en cacao werden verbouwd. Omstreeks 1770 begon de grote verhuizing naar Paramaribo, omdat de plantages failliet gingen door schulden, de grond uitgeput was en de voortdurende aanvallen door de marrons onder leiding van Boni. In 1832 werd de grotendeels verlaten Jodensavanne vrijwel geheel door brand verwoest.
Veel Joden waren aangesloten bij een loge van de Vrijmetselarij.

### Tweede Wereldoorlog
Tijdens de Tweede Wereldoorlog werd bij Jodensavanne een barakkenkamp gebouwd, Kamp Jodensavanne, dat in september 1942 in gebruik werd genomen tot 15 juli 1946. Hier werden 146 als onverzoenlijken aangemerkte geïnterneerden ondergebracht die afkomstig waren uit Nederlands-Indië, overwegend leden van de Indische NSB en enkele bij het uitbreken van de oorlog in Indië wonende Duitsers, voornamelijk leden van de NSDAP.

### Beheerplan
Nadat in 1967 de TRIS het gebied had ontdaan van begroeiing ontwikkelde architect Tjin A Djie in 1971 een plan voor het beheer van Jodensavanne. Op 11 oktober van dat jaar werd de Stichting Jodensavanne (SJS) opgericht. Twee jaar later werd het terrein schoongemaakt. De resten van de synagoge werden beschermd en er werd een bezoekerscentrum gebouwd. Tijdens de Binnenlandse Oorlog kon het gebied niet worden beheerd, omdat het in betwist gebied lag. De restanten verdwenen weer onder het oerwoud. In 1999 werd het gebied opnieuw schoongekapt.
Na de Binnenlandse Oorlog werd Stichting Jodensavanne heropgericht en stond tot in 2009 onder leiding van Guido Robles. De stichting conserveert en onderhoudt Jodensavanne, dat sinds 2009 tot Nationaal Monument is benoemd en bij wet wordt beschermd. Het beheer gebeurt in nauwe samenwerking met het dichtbijgelegen inheemse dorp Redidoti. Zowel Jodensavanne als de begraafplaats Cassipora zijn toegankelijk voor bezoekers.

### Werelderfgoed
Jodensavanne werd in 1999 geplaatst op een tentatieve UNESCO-lijst voor werelderfgoed. Op 19 september 2023 werd ze officieel toegevoegd aan de Werelderfgoedlijst. Het is de enige plaats in de Amerika's waar 17e-eeuwse Joden een autonome nederzetting hebben gehad, waarin vrijheid van godsdienst, rechtspraak en zelfs een eigen militie aanwezig waren. De begraafplaatsen (Beth Haim en de Creoolse begraafplaats) in het tropisch regenwoud van Suriname zijn goed geconserveerd. 

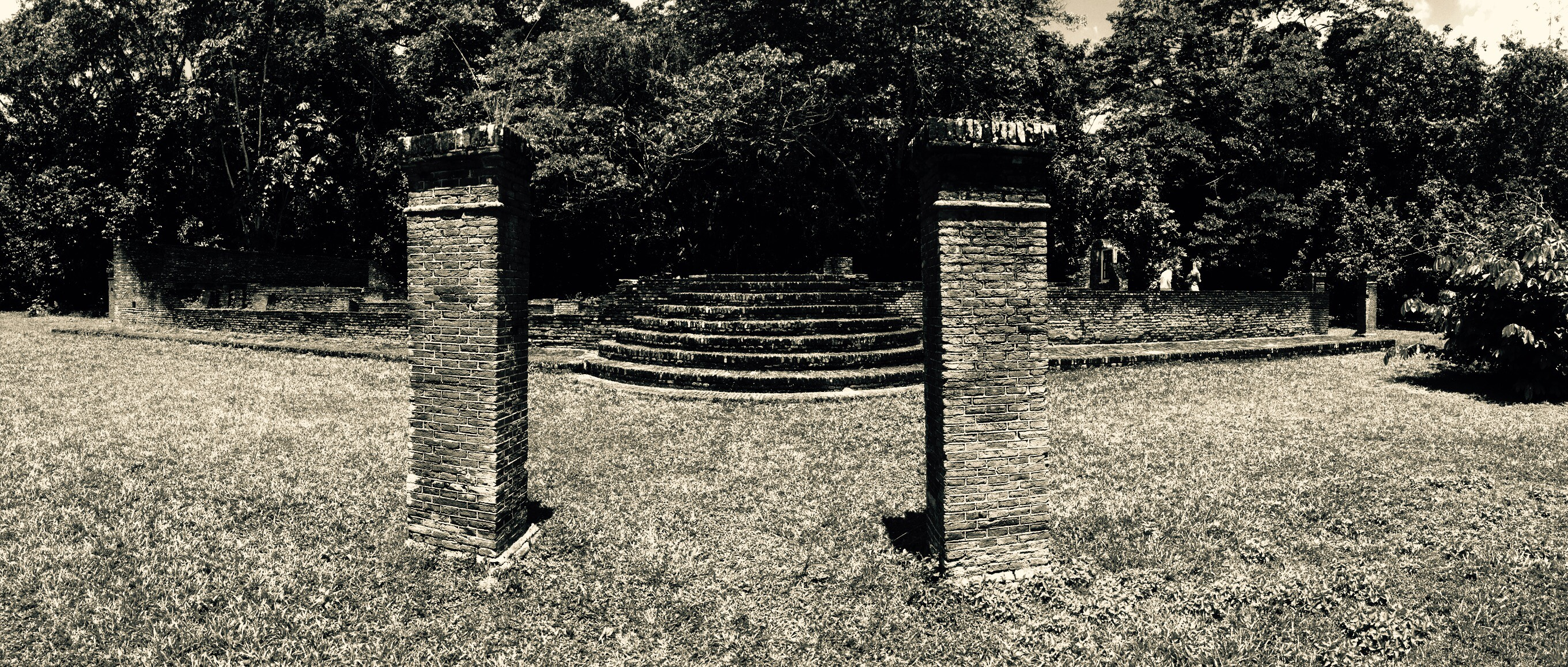
Restanten synagoge Jodensavanne, 2016